# 苍颉篇
《苍颉篇》，又名《仓颉篇》，是秦朝丞相李斯所作，共有七章，是秦始皇用以统一文字的课本。汉朝初年曾经合《苍颉》、赵高所作《爰历》、胡毋敬所作《博学》三篇五十五章，仍称《苍颉篇》。经过整理以后的《苍颉篇》，共3300字:198。

## 历史
汉语辞书学的历史上，最早的三部词典/字典是东周《史籀篇》、秦朝《仓颉篇》和西汉《急就篇》。辞书学家雍和明与彭敬认为，这些把字分类、整理起来的书“为古代汉语字典的诞生起了催化作用”。:34
战国时代，各国的大篆非常不同，同一个词对应好几个字，每个字在各国还有不同的异体。公元前221年秦始皇统一中国后，李斯提出“書同文”政策，基于秦国小篆统一了全国文字。:18推行书同文政策需要一个标准。官修小篆字书的编篡工作分为三部分，由李斯、赵高和胡毋敬完成，即是《仓颉篇》7章、《爰歷篇》6章、《博學篇》7章，:197简化、标准化了文字，并使其形成中国史上第一套国家标准文字。:199这三部书在秦朝期间作为课本使用。:101
西汉学者将这三部文献合成一部书，并将小篆转写为隶书。《汉书·艺文志》载：
汉兴，闾里书师合苍颉、爰历、博学三篇，断六十字以为一章，凡五十五章，并为苍颉篇。
这一版3300字的《仓颉篇》也被称为《三倉》，迅速流行并成为学习认字的标准。:34–5汉初的抄书吏要能认5千字，比《仓颉篇》要多。:351
《汉书·艺文志》:28还称：“《苍颉》多古字，俗师失其读。宣帝时征齐人能正读者，张敞从受之。传至外孙之子杜林，为作训故，并列焉。”张敞于初元元年（公元前48年）去世，他的外孙杜林完成了《苍颉训纂》，:101此书到隋朝已亡佚。:199
《仓颉篇》在教学法上有个严重的短处：部分字只能经专门注释才能读懂。:35为解决这个问题，汉平帝时，征召天下通小学者百余人，令说文字于未央宫，由西汉哲学家、文献学家、黄门侍郎扬雄（53 BC – 18 CE）取其有用者，撰成《训纂篇》，作为《苍颉篇》的续篇，并改易《苍颉篇》中的重复之字，共计89章，5340字。:47, 81东汉章帝时，班固又作续篇，计13章，780字。汉和帝（88–105 CE）时，贾鲂又继作《滂熹篇》。
晋代张轨将《苍颉篇》作为上卷，《训纂篇》作为中卷，《滂憙篇》作为下卷，合称为《三苍》。据《三国志》，:215曹魏初年（227–232），張揖作《埤倉》《广雅》《古今字詁》。郭璞（276–324）撰《三仓》评说，后来也散佚了。:34
《后汉书》:101记载称，许慎开始编写《说文解字》时，用到了十部字典，其中就包含《仓颉篇》《倉頡傳》《倉頡訓纂》《倉頡故》。
《仓颉篇》一直被用到唐末，最后一份传世本在黄巢起义（874–884）期间散佚。清朝学者从《文选》与《太平御览》等文献的引文中复原了一部分《仓颉篇》文本。:27
到近代，考古学家们在不同遗址发现了一些《仓颉篇》残卷。民国时，英国人斯坦因从敦煌汉代烽燧遗址中获得一批汉简，含《苍颉篇》残简共四十余字。其中最长的一段有二十个字：“游敖周章黚黡黯黮黖黝黭黪黓黤赫赧儵赤白黄”。这是《苍颉篇》亡佚千年后第一次重新发现。罗振玉的《流沙坠简》、王国维的《重辑苍颉篇》都收录了这批材料，罗振玉慨叹道：“国朝任孙诸家，采缉古籍所引《苍颉篇》所得皆单字，罕有成文句者，此虽仅存四十言，然均文句相属，恨任孙诸家不得见也。”
罗、王通过对出土残简的研究，回答了《苍颉篇》亡佚后长期没有弄清的几个基本问题：
1. 四字一句；
2. 有韵可寻；
3. 首句是“苍颉作书”，故“苍颉”两字作为篇名。

1977年，安徽阜阳市双古堆遗址的第二代汝阴侯夏侯灶墓（165 BC）中出土了写在竹简上的《易经》和《楚辞》等文本。其中《仓颉篇》含541个字，这是原文近20%的篇幅，且比其他残片更长、更完整、更可信。1930年代到1970年代在西北出土的《仓颉篇》残卷反复声明“仓颉发明文字”是为了教导后代。:138-139汉初汉墓的少量《仓颉篇》说明它“即便不是普遍运用的用字指导，也不是很罕见的书。”:104
新中国的其他发现还有：
- 1972—1976年间，甘肃省居延考古队在破城子出土的汉简中，发现有《苍颉篇》残简。其中有基本完整的《苍颉篇》第一章。
- 1977年安徽阜阳县中出土的540多字《苍颉篇》。
- 1979年在敦煌马圈湾发掘发现汉简1200余枚，其中也有《苍颉篇》的内容。
- 2008年在甘肅省永昌縣紅山窯鄉水泉子村漢墓群發掘出一批汉代木簡[12]。這批木簡每105字為一章，每章15句，每句7字，是一種新出的七言本《蒼頡篇》[13]。
- 2009年北京大学接受一批从海外捐赠的西汉竹简，即北大汉简，约1600余枚。其中70余枚竹简为《苍颉篇》，保存完整字约1230个，且大多数字迹清晰，是存字较多的古本[14]。

一部分学者总结《仓颉篇》“展示了现代汉语词典的原始形式”，:28认为这样的识字书形式“不单实现了标准化，还与现代辞书学家的眼光维持一致”，“形成了用字标准化、语料库建设和原始文献积累的坚实基础。”

## 内容
汉代竹简《仓颉篇》有两个突出特点：四言；依语义进行词语定序，且面向部首。:52
首先，《仓颉篇》的格式是四言韵文(秦朝上古汉语)。以序为例：
苍颉作书，以教后[嗣*sə.lə-s]。幼子承詔，谨慎敬[戒*kˤrək-s]。

勉力讽誦，昼夜勿[置*trək-s]。苟务成史，计会辩[治*C.lrə]。

超等轶群，出尤别[異*ɢək-s]。初虽劳苦，卒必有[憙*qʰ(r)əʔ-s]。 
其次，《仓颉篇》对字的整理是基于语义场（同样做法见于《尔雅》）和部首的（同样做法见于《说文解字》）。近义词、反义词并举很常见。:55其他部分则以部首顺序直接列字，与《说文解字》540部的顺序大致相同。:28
《仓颉篇》原文无注释，有些增补版加上了解释和字义，这个过程由历代学者不断注疏而积累。:28唐玄應《一切经音义》引《仓颉篇》:54：“痏，創也，音如鮪魚之鮪。”

## 部分内容

### 第一章
苍颉作书，以教后嗣。幼子承诏，谨慎敬戒。

勉力讽诵，昼夜勿置。苟务成史，计会辩治。

超等轶群，出尤别异。初虽劳苦，卒必有憙。

悫愿忠信，微密倓㥶，儇佞齌疾。

### 第五章（残）
戲䕺奢掩，颠颎重该。已起臣僕，發传约载。

趣遽观望，步行驾服，逋逃隐匿，往来前□。

汉兼天下，海内庰厕。饬端修法，□□□类。

菹醢离异，戎翟给賨，但致贡诺。

### 第五十五章（残）
縉纔紅綃，練縷素繆。氂鑠□□，帷幕虡弢。

弦鞼鞄㼱，皮韋革鞣。𪎩黀剡謀，縱聒旋□。

鷇轑齗狋，𤩝扶𨋬陶。令次睢徧，盡得所求。

延年益壽，上下敖游。兼吞天下。

## 脚注
1. ↑  《汉书》艺文志：“汉兴，闾里书师合《苍颉》、《爰历》、《博学》三篇，断六十字以为一章，凡五十五章，并为《苍颉篇》。”
2. ↑  . Airiti Press Incorporated. 2013  [2021-09-01]. ISBN 978-986-5792-25-1. （原始内容存档于2021-09-08） （中文）.
3. 1 2 3 4 5 6 7 8 9 10 11 12  Yong & Peng 2008.
4. 1 2 3  Needham, Lu & Huang 1986.
5. ↑  Hayhoe, Ruth (1992), Education and Modernization: The Chinese Experience, Pergamon Press.
6. 1 2  Greatrex 1994.
7. ↑  Feng & Branner 2011.
8. 1 2 3 4 5  Tr. Yong & Peng 2008.
9. ↑  Wilkinson, Endymion (2000), Chinese History: A Manual, revised and enlarged, Harvard University Asia Center. p. 49.
10. ↑  Theobald, Ulrich (2011), 倉頡篇 （页面存档备份，存于）, Chinaknowledge
11. ↑  Bottéro 2006.
12. ↑  .   [2017-11-02]. （原始内容存档于2019-06-03）.
13. ↑  吳葒《甘肅永昌水泉子漢墓》及吳葒、魏美麗、張存良《甘肅永昌水泉子漢墓群》兩文對這批木簡作了簡單介紹，並公佈了一支字書簡。2009年第10期《文物》刊載了張存良、吳葒兩位先生的《水泉子漢簡初識》，又公佈了二十二支字書簡的釋文。據整理者介紹，這批字書字體為“隸古定”，與敦煌馬圈灣出土的《蒼頡》篇字體相近。這批字書沒有發現篇題。數枚簡的末端書有“百五字”，為計字數語。第一章为：
  - 【蒼頡作】書智不願，以教後嗣世【□□。
  - 幼】子承詔唯母（毋）【□，謹】愼敬戒身即完。
  - 勉力諷誦槫出官，晝夜勿置功【□□，
  - 茍務成】史臨大官，計會辯治推耐前，
  - 超等秩群【□□□，出尤別異】黑白分。
  - 初雖勞苦後必安，卒必有【喜□□□。
  - 愨愿忠信□】事君，微密痣<痰>塞天生（性）然。
  - 俔（姦）佞【□□□□□，□□□□□□□】
14. ↑  . 武漢大學簡帛叢書. 科学出版社. 2015  [2021-09-01]. ISBN 978-7-03-046060-8. （原始内容存档于2021-09-01） （中文）.
15. ↑  Yong & Peng 2008:53, 上古汉语构拟依白一平-沙加尔 2014。
16. ↑  .   [2019-12-21]. （原始内容存档于2020-08-03）.
17. ↑  敢告可于：漢牘《蒼頡篇》考釋、對讀與章序研究